# Landkreis Wernigerode
Landkreis Wernigerode is een voormalig district (Landkreis) in de Duitse deelstaat Saksen-Anhalt. Het had een oppervlakte van 797,60 km² en een inwoneraantal van 92.550 (31-05-2005).

## Steden
De volgende steden liggen in het district:
- Derenburg
- Elbingerode (Harz)
- Wernigerode
- Ilsenburg (Harz)
- Benneckenstein (Harz)
- Blankenburg (Harz)
- Hasselfelde

## Herindeling 2007
Bij de districtsherindeling van 2007 is het district Halberstadt samengevoegd met de Landkreise Quedlinburg en Wernigerode, alsook de stad Falkenstein/Harz van de Landkreis Aschersleben-Staßfurt. Sinds 1 juli 2007 gaat dit nieuwe district onder de naam Landkreis Harz door het leven. Over deze vernoeming naar het gebied de Harz ontstond enige beroering onder districten in het Nedersaksische deel van de Harz omdat het nieuwe district slechts een klein deel van de gehele Harz omvat en bovendien voor een groot deel ook buiten dit gebied ligt.